# Aéroport international Amílcar-Cabral
L'aéroport international Amílcar-Cabral (code IATA : SID • code OACI : GVAC) est un aéroport du Cap-Vert desservant Espargos, la plus grande ville de l'île de Sal, elle-même située dans le groupe des îles de Barlavento.
C'est le principal aéroport du pays. Il porte le nom du leader indépendantiste Amílcar Cabral. 

## Situation
| \| 20 km1:2 718 000 \| Maio Preguiça São Filipe Boa Vista · Rabil‎ Sal · A.-Cabral São Vicente · C.-Évora Praia |
| 20 km1:2 718 000                                                                                               |

## Trafic passager
Pour des raisons techniques, il est temporairement impossible d'afficher le graphique qui aurait dû être présenté ici.

Voir la requête brute et les sources sur Wikidata.

## Compagnies et destinations
| Compagnies          | Destinations |
| ------------------- | --- |
| AlbaStar            | En saison: Bergame-Orio al Serio |
| Air Europa          | En saison charter: Madrid-Barajas |
| Air Senegal         | Dakar-B. Diagne |
| Azores Airlines     | En saison: Lisbonne-H. Delgado |
| Binter Canarias     | Las Palmas/Gran Canaria |
| Bulgaria Air        | En saison charter: Sofia-Vrajdebna |
| Cabo Verde Airlines | - Bergame-Orio al Serio, - Lisbonne-H. Delgado, - Paris-Charles de Gaulle, - Praia, - Rabil, - São Nicolau, - São Pedro C.-Évora En saison: Barcelone-El Prat                                         |
| easyJet             | Lisbonne-H. Delgado, Porto-F. Sá-Carneiro |
| Edelweiss Air       | En saison: Zurich |
| Enter Air           | En saison charter: Katowice-Pyrzowice, Varsovie-Chopin |
| Luxair              | En saison: Luxembourg-Findel |
| Neos                | Bergame-Orio al Serio, Milan-Malpensa, Rome Léonard-de-Vinci/Fiumicino, Vérone - Villafranca |
| Smartwings          | En saison charter: - Bilbao, - Bratislava-M. R. Štefánik, - Brno-Tuřany, - Katowice-Pyrzowice, - Madrid-Barajas, - Porto-F. Sá-Carneiro, - Prague-Václav-Havel, - Varsovie-Chopin, - Vienne-Schwechat |
| Sunclass Airlines   | En saison charter: - Bergen, - Billund, - Copenhague-Kastrup, - Göteborg, - Helsinki-Vantaa, - Oslo-Gardermoen, - Stavanger, - Stockholm-Arlanda                                                      |
| TAP Air Portugal    | Lisbonne-H. Delgado, Porto-F. Sá-Carneiro |
| TAROM               | En saison charter: Bucarest-H. Coandă |
| Transavia France    | Lyon-Saint-Exupéry, Marseille-Provence, Paris-Orly |
| TUI Airways         | - Birmingham, - Bristol, - Glasgow, - Londres-Gatwick, - Manchester, - Newcastle |
| TUI fly Belgium     | Bruxelles-National |
| TUI fly Deutschland | Düsseldorf, Francfort, Hanovre, Munich-F. J. Strauß, Stuttgart En saison: Hambourg-H.-Schmidt |
| TUI fly Netherlands | Amsterdam En saison: Eindhoven |
| TUI fly Nordic      | En saison charter: Copenhague-Kastrup, Göteborg, Helsinki-Vantaa, Stockholm-Arlanda |
| Vueling             | En saison: Barcelone-El Prat |

Édité le 08/12/2019  Actualisé le 20/08/2024